# Trosteaneț, Iampol
Trosteaneț (în ucraineană Тростянець) este localitatea de reședință a comunei Trosteaneț din raionul Iampol, regiunea Vinița, Ucraina.

## Demografie
Componența lingvistică a localității Trosteaneț
     Ucraineană (98,19%)
     Rusă (1,17%)
     Alte limbi (0,58%)
Conform recensământului din 2001, majoritatea populației localității Trosteaneț era vorbitoare de ucraineană (98,19%), existând în minoritate și vorbitori de rusă (1,17%).